# Serafina (Szewczyk)
Serafina, imię świeckie Nadieżda Wiktorowna Szewczyk (ur. 25 marca 1963 w obwodzie czerkaskim) – ukraińska mniszka prawosławna, kierownik wydziału synodalnego „Cerkiew i kultura” przy Ukraińskim Kościele Prawosławnym, przełożona monasteru św. Michała Archanioła w Odessie, radna Odessy VI kadencji z ramienia Partii Regionów.

## Życiorys
Życie monastyczne rozpoczęła w 1981, wstępując jako posłusznica do monasteru Opieki Matki Bożej w Kijowie. W 1992 została przeniesiona do nowo reaktywowanego monasteru św. Michała Archanioła w Odessie. W 1995, po złożeniu wieczystych ślubów mniszych, została jego przełożoną i nadal pełni tę funkcję.  
Laureatka nagród Ukraińskiego Związku Dziennikarzy. Publikuje w językach ukraińskim i rosyjskim. Jest autorką piętnastu książek poświęconych historii prawosławia i kultury duchowej Ukrainy, m.in. monografii soboru Przemienienia Pańskiego w Odessie i historii ławry Peczerskiej. Założyła w Odessie muzeum „Chrześcijańska Odessa”.